# Seidor
Seidor es una consultora tecnológica con sede en Barcelona (España). Fundada en Vic en 1982, en 2024 cuenta con un equipo de 10.000 personas y presencia directa en 45 países, en Europa, Estados Unidos, América Latina, Oriente Próximo, África  y Asia. En agosto de 2024, The Carlyle Group se incorporó al accionariado de Seidor como accionista de referencia.
La compañía dispone un portafolio integral de servicios y soluciones tecnológicas que abarca las áreas de Inteligencia Artificial, Soluciones Estándar de Gestión Empresarial (ERP), Experiencia de Cliente (CX), Experiencia del Empleado, Datos (Data), Modernización de Aplicaciones, Computación en la nube (Cloud), Computación Frontera (Edge), Conectividad y Ciberseguridad.

## Historia
Seidor fue fundada en 1982, en Vic (Barcelona), por los hermanos Santiago y Andreu Benito. El foco inicial de la compañía fue el desarrollo de aplicaciones informáticas de gestión empresarial a medida,  para pequeña y mediana empresa. El origen del nombre “SEIDOR”, es el acrónimo de "Sociedad de Estudios de Informática y de Organización", su denominación original.  
En 1983 Seidor abrió la oficina de Barcelona que hoy alberga la sede global, y un año más tarde creó Microsistemes para gestionar el negocio de la microinformática; en 1984 inicia su alianza con IBM.  
En 1991 la compañía inauguró la  primera oficina en Madrid. Ese mismo año inició su actividad en implantación de soluciones estándar de gestión empresarial ERP, que ha sido una de las principales áreas de negocio.En 1992 incorporó a Josep Benito, quien más adelante será CEO de la compañía;en 1996 se convirtió en socio (partner) de SAP, empresa alemana de software de gestión empresarial, con el objetivo de contar con un socio estratégico para su crecimiento global.Durante esta misma década, SEIDOR también selló su alianza con Microsoft, una alianza que se ha reforzado a lo largo del tiempo.
En 2003, Seidor adquirió Saytel, lo que representaba el inicio de la actividad en el ámbito de gran empresa;en 2005, con la apertura de oficinas en Chile, comenzó su expansión internacional y entró en el negocio de SAP para pymes.
La primera operación corporativa fuera de España tuvo lugar en 2010, con la incorporación de Crystal Solutions (Brasil), especializada en análisis de datos;en 2012 entró en el negocio de computación en la nube; durante 2014 continuó su expansión internacional y comenzó a colaborar con instituciones y organismos mundiales, como la Unión Europea, Naciones Unidas y el Banco Mundial;en 2016 Seidor expandió su presencia global y siguió diversificando su actividad en ámbitos como la transformación digital, la ciberseguridad y la educación en línea (e-learning), y estableciendo, ese mismo año, su alianza con AWS. 
En 2017 creó el primer Centro de Competencia global, en el ámbito de SAP CX, en Perú, Valencia y Taiwán.
En 2021 se convirtió en socio de Salesforce y de Google Cloud; en 2022 entró en el ámbito de servicios de conectividad y estableció la alianza con CISCO. 
A partir de 2023, desarrolla el área de Inteligencia Artificial y de Edge technologies.
En 2024, The Carlyle Group se incorpora al accionariado de la compañía; Sergi Biosca es nombrado CEO y Josep Benito, presidente ejecutivo. Ese año, Seidor lleva a cabo cuatro adquisiciones, entre ellas Gesein, consultora especializada en el sector público y la administración general del Estado, amplificando su presencia en el ámbito de las grandes cuentas y las administraciones públicas.

## Operaciones
La compañía ha llevado a cabo una serie de adquisiciones e integraciones estratégicas de otras empresas para expandir su presencia geográfica y capacidades. Entre las operaciones más relevantes figuran las siguientes:
- 2003: adquisición de Saytel (España)

- 2010: primera adquisición fuera de España, con la incorporación de Crystal Solutions (Brasil)[10]
- 2014: adquisición de Dispal (España)[14]
- 2020: adquisición de Clariba (Oriente Medio);[15]integración de Deusto Sistemas (España)[16]
- 2021: adquisición de NTS y Avanti 21(España);[17]Metrocis (Argentina) y Sicnet (México)
- 2022: integración de Opentrends, Impala,[18]y Valnera (España);[19]Workwell (Francia),[20]Viceri (Brasil); Nectia (Colombia y Chile); Valkimia e Indecs (Argentina); Innovativa (Perú)
- 2023: adquisicón de integración de Gunpowder y ECA Consult (Italia);[21]Nubersia (España), Teamsoft (Irlanda) y Little Fish (Suecia)
- 2024: Integración de Gesein (España),[22] HT High Technology (Italia), B1 Solutions Ltd. (Reino Unido); y Argentis (Estados Unidos).[23]

## Expansión global
La compañía ha ampliado su presencia internacional combinando la apertura de oficinas propias con adquisiciones locales. La cronología de este crecimiento es la siguiente:
- 2005: Chile, Argentina y México[24]
- 2007: Portugal[25]
- 2010: Brasil[26]
- 2013: Estados Unidos y Oriente Próximo
- 2014: Bélgica (Bruselas).
- 2016: Reino Unido, Egipto, Kenia, Mauricio, Sudáfrica, Tanzania
- 2017: Marruecos
- 2019:  Italia

- 2022: Francia, China, Singapur y Andorra[27]

- 2023: Irlanda, Suecia, Etiopía,[28]y Túnez;[28]

## Soluciones y servicios
Aunque en sus inicios Seidor centró su actividad principalmente en el segmento de la pequeña y mediana empresa, con un portafolio orientado en un 90% al ERP de SAP y servicios de infraestructuras, la compañía ha experimentado una evolución significativa en los últimos años. Tras un proceso de diversificación, actualmente el 40% de su actividad está vinculada a grandes corporaciones y a la administración pública. 
En España, Seidor se ha consolidado como un referente en el segmento midmarket, gracias a su rol destacado como socio especializado en SAP. La compañía pretende consolidarse como el gran proveedor tecnológico para dicho segmento, sobre todo en el ámbito de ERP, tanto en España como en el resto de los mercados donde opera.
Por lo tanto, entre los sectores a los que da servicio figuran: administración pública, agroalimentario, alimentación y bebidas, banca y seguros, cerámico, construcción, consumo, distribución farmacéutica, educación, farmacéutico, automoción y aeronáutico, ingeniería y maquinaria, inmobiliaria, productos de procesamiento, química, minorista (retail), sanidad, servicios profesionales y transporte.
Seidor ofrece soluciones en Inteligencia Artificial, Soluciones Estándar de Gestión Empresarial (ERP), Experiencia de Cliente (Customer Experience, también CE o CX), Experiencia del Empleado (Employee Experience),  Datos (Data), Modernización de Aplicaciones (Application Modernization), Computación en la nube (Cloud), Computación Frontera (Edge Technologies), Conectividad y Ciberseguridad. 

## Innovación y desarrollo
Seidor cuenta con centros de innovación y competencia en diversos países: 
Centros de competencia de CX en Bilbao, Bogotá, Lima, Madrid, Santiago, Taipéi y Valencia; centros de competencia de IA e Innovación en Barcelona, Bilbao, Dubái y Santiago; centros de competencia de Datos en Barcelona, Buenos Aires y Dubái; centros de competencia en lugares de trabajo -Workplace- en Barcelona; centros de competencia de computación en la nube -Cloud- en Barcelona, Lima, Sao Paulo y Zaragoza; y un centro de competencia de Desarrollo de Aplicaciones en Kerala. También tiene centros de competencia en Ciberseguridad en Barcelona, Ciudad de México y Lima.
La consultora tecnológica colabora con diferentes organizaciones del ámbito académico y educativo como ESADE,IESE, San Telmo Business School, Universidad Autónoma de Barcelona,Deusto, Universidad de Castilla-La Mancha, Universidad de Nebrija, Universidad del País Vasco, Universidad Politécnica de Cataluña, Universidad Politécnica de Valencia,Universidad Abierta de Cataluña (UOC), Universidad Internacional de La Rioja (UNIR), Universidad de Valencia,   Universidad de Vic,  y Universidad del Desarrollo, en Santiago de Chile. Además, participa en diversos encuentros tecnológicos con universidades y empresas , e incorpora y prepara a estudiantes en prácticas formativas en el ámbito TI.

## Premios  y reconocimientos
La compañía ha recibido diversos galardones y reconocimientos como partner tecnológico de referencia de diferentes compañías tecnológicas, como IBM,SAP,  Microsoft,Salesforce, Google y AWS.